# Karen Mayo-Chandler
Karen Mayo-Chandler (18 de abril de 1958 – 11 de julio de 2006) fue una actriz y modelo británica. Apareció en ediciones de las revistas Vogue y Harper's Bazaar. Tras realizar algunos papeles pequeños en la televisión británica, se radió en Los Ángeles en 1992 y debutó en la serie de televisión Traedlos vivos. Realizó apariciones esporádicas en televisión y en cine, especialmente en los géneros de explotación y horror.
En la edición de diciembre de 1989 de la revista Playboy, Karen relató su anterior relación con el popular actor Jack Nicholson.

## Fallecimiento
A Mayo-Chandler se le diagnosticó cáncer de seno en 2005. Falleció a causa de la enfermedad el 11 de julio de 2006 en Long Beach, California, a los 48 años.

## Filmografía destacada

### Cine y televisión
- Strangers .... Lucy Degas (1 episodio, 1980)
- Bring 'Em Back Alive; (1 episodio, 1982)
- Down on Us (1984) .... Sue Rigg
- Beverly Hills Cop (1984) .... Recepcionista
- Explorers (1985) .... Novia de Starkiller
- Hamburger... The Motion Picture (1986) .... Doctora Gotbottom
- Nightmare Weekend (1986) .... Sue
- Party Line (1988) .... Sugar Lips
- Africa Express (1989)
- Out of the Dark (1989) .... Barbara
- Hard to Die (1990) .... Diana
- 976-EVIL 2: The Astral Factor (1992) .... Laurie
- Dark Planet (1996) .... Alpha Female
- 'Til There Was You (1997)
- Prince Valiant (1997)